# باشگاه فوتبال آژاکس کیپ‌تاون
باشگاه فوتبال آژاکس کیپ تاون (به آفریقایی: Ajax Kaapstad) یک باشگاه فوتبال در شهر کیپ‌تاون و در کشور آفریقای جنوبی می‌باشد که در لیگ برتر فوتبال آفریقای جنوبی بازی می‌کند.
همچنین این باشگاه سه بار به مقام نایب قهرمانی لیگ برتر آفریقای جنوبی رسیده‌است.

## تاریخچه
باشگاه فوتبال آژاکس کیپ‌تاون در سال ۱۹۹۹ میلادی توسط راب مور و جورج کامیتیس از طریق ادغام دو باشگاه تیم شهر کیپ‌تاون به نام‌های هفت ستاره و کیپ‌تاون اسپرز شکل گرفت.

## ورزشگاه
باشگاه فوتبال آژاکس کیپ‌تاون مسابقات خود را در ورزشگاه کیپ تاون که یکی از ورزشگاه‌های میزبان جام جهانی فوتبال ۲۰۱۰ آفریقای جنوبی بود، برگزار می‌کند.
اولین مسابقهٔ تیم آژاکس کیپ‌تاون در این ورزشگاه، دربی شهر کیپ‌تاون بود که بین دو تیم فوتبال آژاکس کیپ‌تاون و سانتوس کیپ‌تاون برگزار شد.
ساخت این ورزشگاه جدید در سال ۲۰۰۹ به پایان رسید و این تیم بازی‌های خانگی خود را از فصل ۱۱–۲۰۱۰ لیگ برتر آفریقای جنوبی در این ورزشگاه با ظرفیت ۵۵٬۰۰۰ نفر انجام داد. از اوت ۲۰۱۱ تا سال ۲۰۱۴ این باشگاه این ورزشگاه را برای انجام بازی‌های خانگی به اجارهٔ خود درآورده است.

## اسپانسر پیراهن و تولیدکننده کیت
- اسپانسر پیراهن: ام‌تی‌ان
- تولیدکننده کیت: آدیداس